# Az Anguttara-nikája szuttái
A páli kánon részét képező Szutta-pitakához tartozó Anguttara-nikája több ezer szuttát tartalmaz, amelyek pontos száma attól függ, hogy a gyűjteményeket hogyan osztják fel. Ezek közül néhány példa:
- Díghadzsanu-szutta (AN 8.54) -
- Dona-szutta (AN 4.36) - A Dóna paphoz szóló tanítóbeszéd[1]
- Kalama-szutta (AN 3.65) – A kálámák számára tartott tanítóbeszéd, magyar fordítások: Martinusz Mária,[2] Kovács Zoltán[3]
- Thána-szutta (AN 5.57) – Elmélkedés a dolgok felett, magyar fordítás: Csikós Henriett[4]